# Soatala
Soatala ist eine osttimoresische Aldeia im Suco Loidahar (Verwaltungsamt Liquiçá, Gemeinde Liquiçá). 2015 lebten in der Aldeia 855 Menschen.

## Geographie
Soatala liegt im Nordwesten des Sucos Loidahar. Östlich liegt die Aldeia Cotalara und südöstlich die Aldeias Manucol-Hata und Hatululi. Im Norden und Westen grenzt Soatala an den Suco Dato und im Süden an den Suco Hatuquessi. Die Grenze zu Dato bildet der Fluss Laklo, zu Hatuquessi sein Quellfluss der Ricameta. Im Südwesten gehört eine kleine Enklave am Ostufer des Laklos zu Dato.
In die nördliche Grenzregion reicht die Gemeindehauptstadt Vila de Liquiçá nach Soatala hinein. Hier steht auch die Grundschule São João de Brito. Im Zentrum, Westen und Süden verteilt sich die Besiedlung der Aldeia. Das Ortszentrum von Soatala befindet sich im Südosten, nahe der Grenze zu Manucol-Hata.

## Politik
2023 wurde Mario Soares de Jesus zum Chefe de Aldeia gewählt.